# Kofferen

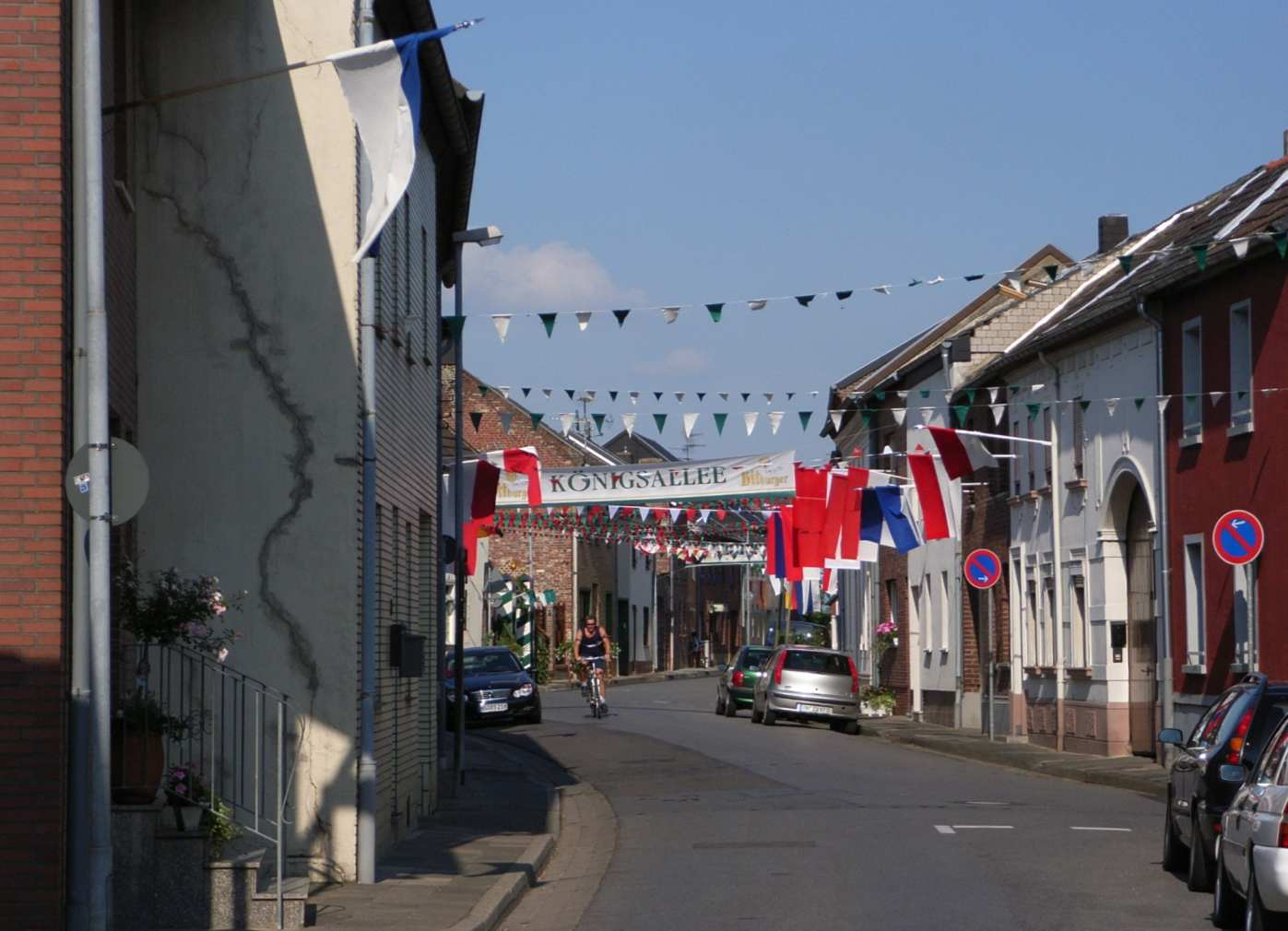
Kofferen

Kofferen ist ein ländlicher Ortsteil der Stadt Linnich im Kreis Düren in Nordrhein-Westfalen. Das Dorf liegt zwischen Glimbach und Hottorf abseits der Hauptverkehrswege. Kofferen wird auch als das Musikantendorf im Jülicher Land bezeichnet. Die Einwohner nennen sich selbst Kofferaner. Am Westrand des Dorfes befindet sich ein Löschwasserteich, genannt „Schroof“. Dieser Begriff geht auf die keltische Bezeichnung für Sumpf zurück.

## Geschichte

### Ortsgeschichte
Kofferen wurde 1336 erstmals urkundlich erwähnt. Im Mittelalter gehörte Kofferen zum Herzogtum Jülich und lag im Dingstuhl Körrenzig des Amtes Boslar. Im 8. Jahrhundert soll bereits eine Filialkapelle der Kirche zu Boslar bestanden haben. Im 12. Jahrhundert soll Bernhard von Clairvaux hier eine Kreuzzugspredigt gehalten haben, was Kofferen später zu einem Wallfahrtsort machte.
Bei einer Brandkatastrophe im Jahr 1758 brannte fast das gesamte Dorf nieder.
Die Dorfbewohner waren an den in Richtung Lövenich gelegenen Wäldern Buchholzbusch und Müntz-Hottorfer Busch beteiligt. Mitte des 19. Jahrhunderts wurden die Wälder vollständig gerodet.
Am 24. Februar 1945 wurde Kofferen von amerikanischen Soldaten der 102. Infanteriedivision der 9. US-Armee im Zuge der Operation Grenade eingenommen.
Am 1. Juli 1969 wurde Kofferen als Ortsteil der bisherigen Gemeinde Körrenzig nach Linnich umgegliedert.

### Musikanten und Geheimsprache

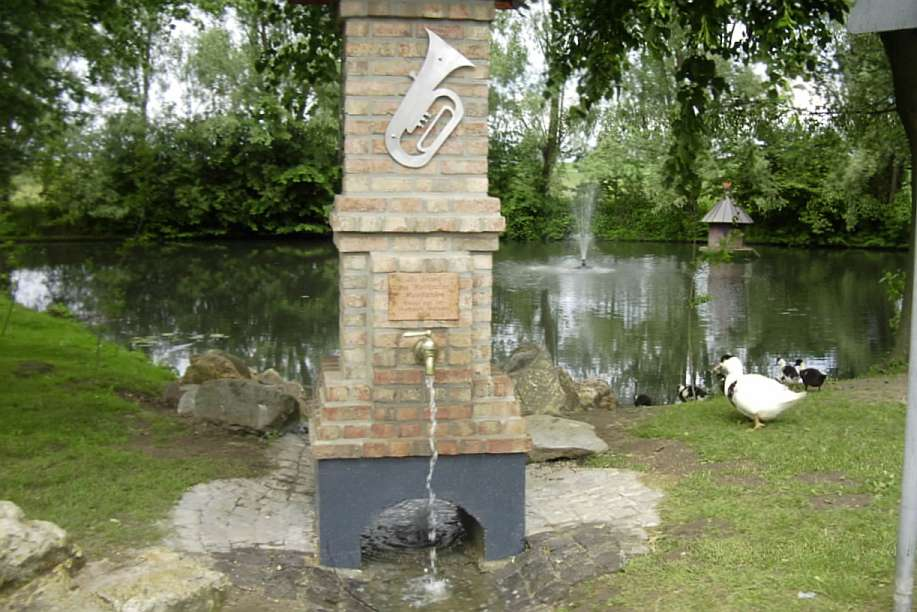
„Musikantenbrunnen“ am Schroof

Seit Anfang bis Mitte des 18. Jahrhunderts entwickelte sich im Dorf ein neues Berufsbild. Wandernde Musikantengruppen zogen von Kofferen aus in die nähere und weitere Umgebung, um zum Tanz aufzuspielen. Dies geschah bis zur Mitte des 20. Jahrhunderts.
Untereinander benutzten sie eine Geheimsprache, die mit dem Rotwelschen verwandt war. Noch heute können einige ältere Dorfbewohner diese Sprache verstehen und sich darin unterhalten. Überliefert sind 320 Vokabeln.

## Kirche

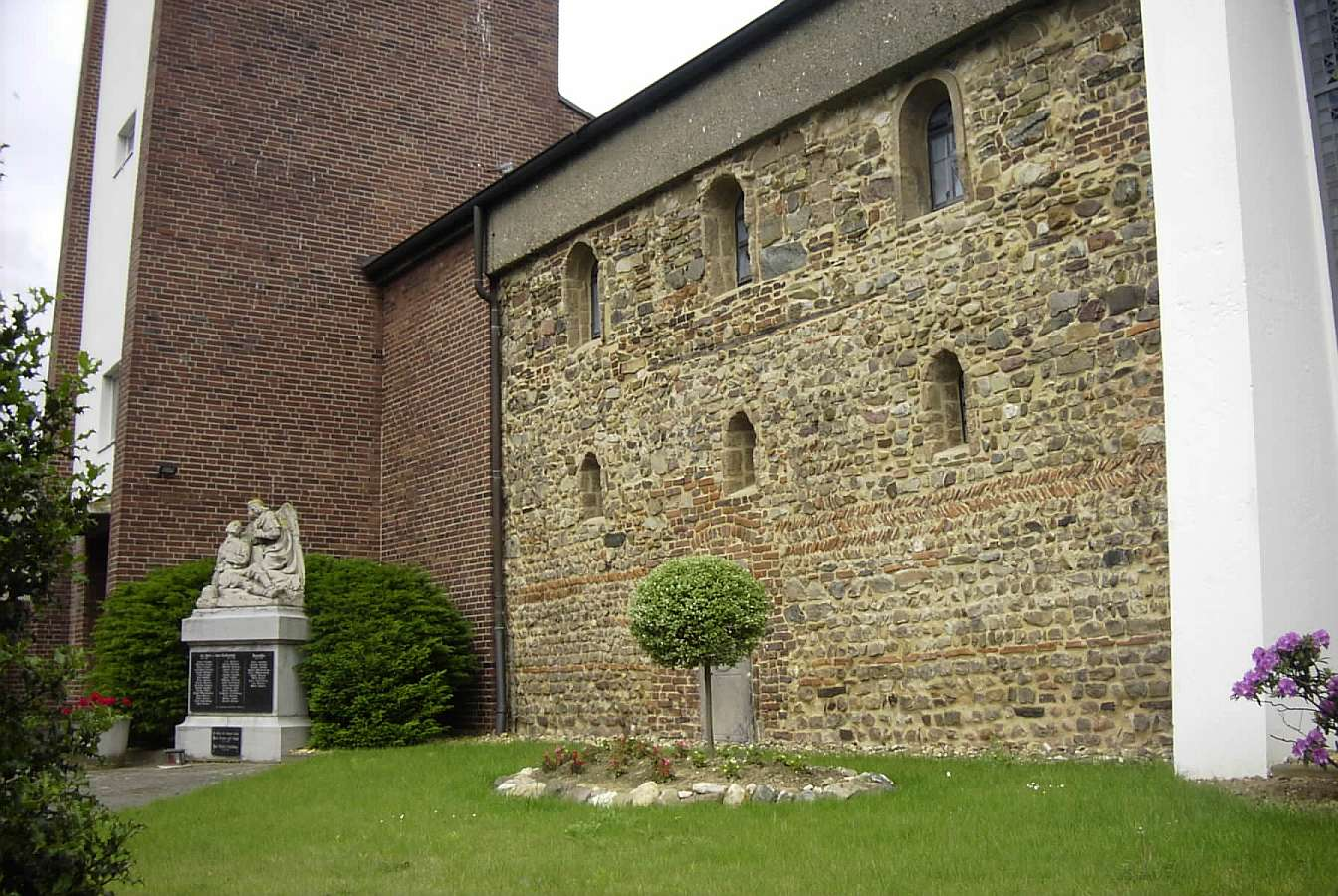
Pfarrkirche St. Margareta

Die Bevölkerung ist überwiegend katholisch. Die Kirche ist St. Margareta geweiht.
Die mittelalterliche Pfarrkirche wurde 1945 gesprengt und in den Jahren 1953/54 wieder aufgebaut. Sie gilt im Volksmund „als die Mutterkirche der ehemaligen Christianität Jülich“. In der Südwand des wiederaufgebauten Kirchenschiffs ist ein Wandstück der mittelalterlichen Kapelle aus dem 11. Jahrhundert integriert.

## Kultur

### Regelmäßige Veranstaltungen
- Kirmes, immer veranstaltet am 2. Wochenende im Juli

### Vereine
- Heimatfreunde Kofferen
- Feuerwehr-Förderverein
- Katholische Frauengemeinschaft
- Kofferene Blaskapelle
- St. Margaretha Schützenbruderschaft
- Sportverein Kofferen 1919
- Trommler- & Pfeifercorps Kofferen 1970 e. V.

## Infrastruktur und Verkehr
Im Jahr 2000 hat die Freiwillige Feuerwehr Kofferen den größten Schwibbogen der Welt gebaut. Dies wurde durch einen Eintrag ins Guinness Buch der Rekorde amtlich beurkundet.
Die AVV-Buslinie 287 des Rurtalbus verbindet Kofferen mit dem Nachbarorten Gevenich und Hottorf sowie mit Linnich und Titz. Bis zum 31. Dezember 2019 wurde diese Buslinie vom BVR Busverkehr Rheinland bedient. Zusätzlich verkehrt zu bestimmten Zeiten ein Anruf-Sammel-Taxi.
| Linie | Verlauf |
| ----- | --- |
| 287   | (Linnich Rathaus –) Linnich-SIG Combibloc – Kiffelberg – (Tetz – Boslar – Hompesch – Müntz) / (Gevenich – Kofferen – Hottorf) – Hasselsweiler / (Ralshoven – Gevelsdorf) – Titz                                                                                           |
| AST   | AnrufSammelTaxi: Mo–Fr abends, Sa nachmittags/abends, So Jülich Bf/ZOB – Jülich Innenstadt – Koslar / Merzenhausen – Barmen – Floßdorf / Erzelbach / Boslar – Welz / Ederen / Rurdorf – Kofferen / Hottorf – Gereonsweiler – Gevenich / Kiffelberg – Glimbach – Körrenzig |

## Publikationen
- Der Kofferaner, Jahresband der „Heimatfreunde Kofferen“